# Еланская (Ростовская область)
Еланская — станица в Шолоховском районе Ростовской области.
Входит в состав Вёшенского сельского поселения.
По данным на конец  2023 года численность населения составляет около 50 человек. В 2018 году была удостоена звания «Рубеж воинской доблести».

## География
Станица Еланская расположена на левом берегу реки Дон.
Расстояние до районного центра с учётом доступа транспортом — 24 км.

### Улицы
- ул. Донская,
- ул. Лесная,
- ул. Платова,
- пер. Мира,
- пер. Станичный.

## История

Памятник казачке на территории Еланского казачьего музейно-мемориального комплекса

Елановский городок основан в 1699 году.
Станица Еланская получила своё наименование от реки Елань.
В начале 19 века станица Еланская была одним из крупных торговых центров на Верхнем Дону. Историк В. Н. Королёв писал: «Богучаровские купцы Моховы имели лавки и в Еланской станице». В романе Михаила Шолохова «Тихий Дон» эта купеческая семья была выведена под своим именем. В лавке Василия Мохова приказчиком работал дед Михаила Шолохова, Михаил Михайлович, который женился на дочери Мохова Марии Васильевне и был купцом первой гильдии.
Станица входила в Донецкий округ Области Войска Донского. После разделения Донецкого округа входила в Верхне-Донской округ. До революции население станицы составляло около 10 тысяч человек. Станица активно занималась торговлей, в частности, зерном, которое вывозилось баржами. В годы Гражданской войны жители активно участвовали в Верхне-Донском восстании. Во время Великой Отечественной войны напротив станицы на правом берегу Дона с 20.08.1942 по 19.11.1942 находился Еланский плацдарм.
Михаил Шолохов, переписывая с женой и шурином протограф Федора Крюкова, в романе «Тихий Дон» несколько раз упоминает станицу Еланскую, она была одним из центров Верхне-Донского восстания: «Из-за Дона, с верховьев со всех краёв шли вести о широком разливе восстания. Поднялись уже не два станичных юрта, Шумилинская, Казанская, Мигулинская, Мешковская, Вёшенская, Еланская, Усть-Хопёрская станицы восстали, наскоро сколотив сотни…».
В «Тихом Доне» встречаются эпизодические и вымышленные персонажи, уроженцы станицы Еланской: «знакомый из Еланской станицы», который повстречался в Новочеркасске Пантелею Прокофьевичу, казак Митрофан, которого убили в начале восстания, еланский коммунист Толкачёв. Но в романе есть подлинные исторические лица: секретарь Донского казачьего ВКР в 1918 году — М. В. Кривошлыков, «еланский, с хутора Горбатова», первый атаман Верхне-Донского округа Алфёров.
В 1980-е годы в станице Еланской были съёмки фильма «Тихий Дон» по одноимённому роману Михаила Шолохова (режиссёр — С. Ф. Бондарчук).
На частном подворье казака Владимира Петровича Мелехова в Еланской станице в 2007—2010 годы был создан мемориальный комплекс «Донские казаки в борьбе с большевиками», комплекс включает два памятника — атаману П. Н. Краснову и «кадетам, юнкерам, казакам-чернецовцам», а также музей.
В 2014—2015 годах в станице проходили съёмки новой версии фильма «Тихий Дон» по одноимённому роману, режиссёр Урсуляк. В массовке принимали участие жители Шолоховского района Ростовской области.

## Население
| 2010 |
| ---- |
| 76   |

## Достопримечательности
- Еланский Казачий Музейно-мемориальный комплекс[14].
- Свято-Никольская церковь[15] .
- Декорации к фильму «Тихий Дон».